# Martinjak
Martinjak – wieś w Słowenii, w gminie Cerknica. W 2018 roku liczyła 290 mieszkańców.